# 独孤誉
独孤誉（492年—575年5月17日），字阿六拔，代郡桑乾县（今山西省朔州市山阴县）人，北魏、东魏、北齐官员。

## 生平
普泰二年（532年）六月，高欢在信都起兵反对尔朱氏，独孤誉参与其中，以都督为起家官，很快加鹰扬将军、冗从仆射，不久出任假节、都督秦州诸军事、秦州刺史，又加号平西将军，封彭阳县开国伯，很快改封黄瓜县开国公，食邑七百户。不久独孤誉加抚军将军，进爵为公，增加食邑一千户，又加号镇西将军、仪同三司，别封宁都县开国子，接受敕令代理建州刺史。独孤誉不久出任使持节、都督幽州诸军事、幽州刺史。北齐建国后，独孤誉转任仪同三师，又出任定州六州大都督，封新野郡开国公，升任车骑大将军、开府仪同三司、代理沧州刺史。海盗李松柏等人侵扰，独孤誉命令部下出击，俘虏很多，独孤誉上表请求宽恕俘虏，皇帝诏令同意。独孤誉又封太平县开国侯，食邑八百户，很快加特进、骠骑大将军，封钟离王，食邑一千户。武平六年四月廿二日（575年5月17日），独孤誉在邺城西土台里住宅中因病去世，虚岁八十四，同年十一月辛巳朔十六日丙申（576年1月2日）迁葬于野马岗家族旧墓。齐后主高纬诏令赠予使持节、都督瀛沧幽朔肆常六州诸军事、瀛州刺史、司空公、尚书左仆射、其余官职如故，谥号武烈王。幽州主簿卢子令为独孤誉撰写了墓志。

## 家庭

### 祖父
- 独孤某，北魏定州刺史[1]

### 父亲
- 独孤某，北魏莫何弗[1]

### 王妃
- 和氏，追赠钟离王国妃[1]